# Yi (grupa etniczna)
Yi, Nuosu (chiń. 彝族; pinyin Yízú, wiet. Người Lô Lô) – mniejszość etniczna w Chinach, Wietnamie i Tajlandii. Większość jej członków, 8 milionów, mieszka w chińskich prowincjach Syczuan, Junnan, Kuejczou i Kuangsi. Sami określają się nazwą „Nuosu”. Nazwa „Lolo”, spotykana w dawniejszej literaturze, jest obecnie uważana w Chinach za obraźliwą, ale jest oficjalnie używana w Wietnamie jako Lô Lô oraz w Tajlandii jako Lolo. Yi posługują się różnymi, czasami wzajemnie trudno zrozumiałymi językami z rodziny tybeto-birmańskiej, które zapisują używając własnego pisma yi, lecz tylko jeden z nich (nuosu) jest nauczany w szkołach.

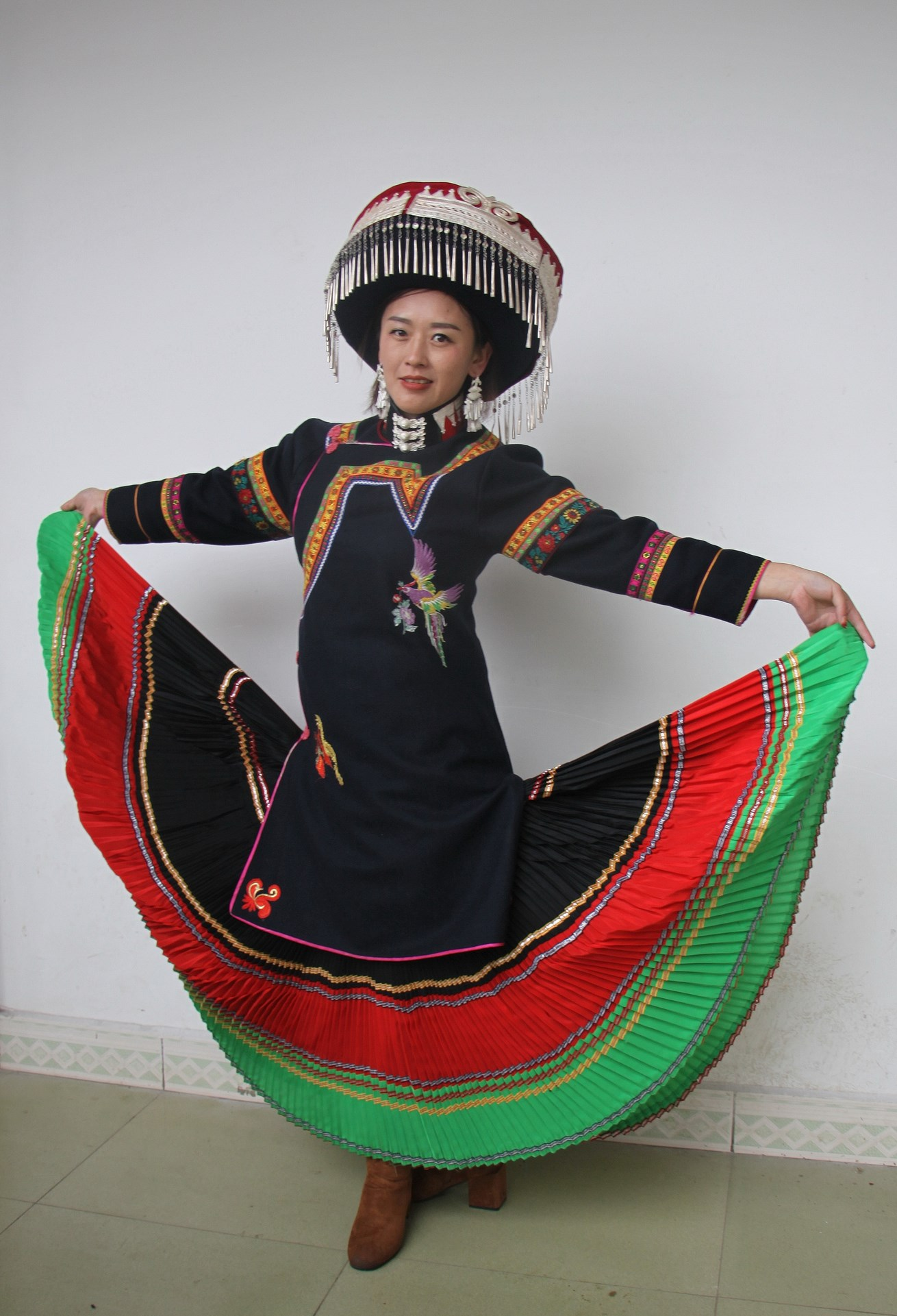
Tradycyjny strój kobiecy mniejszości Yi.
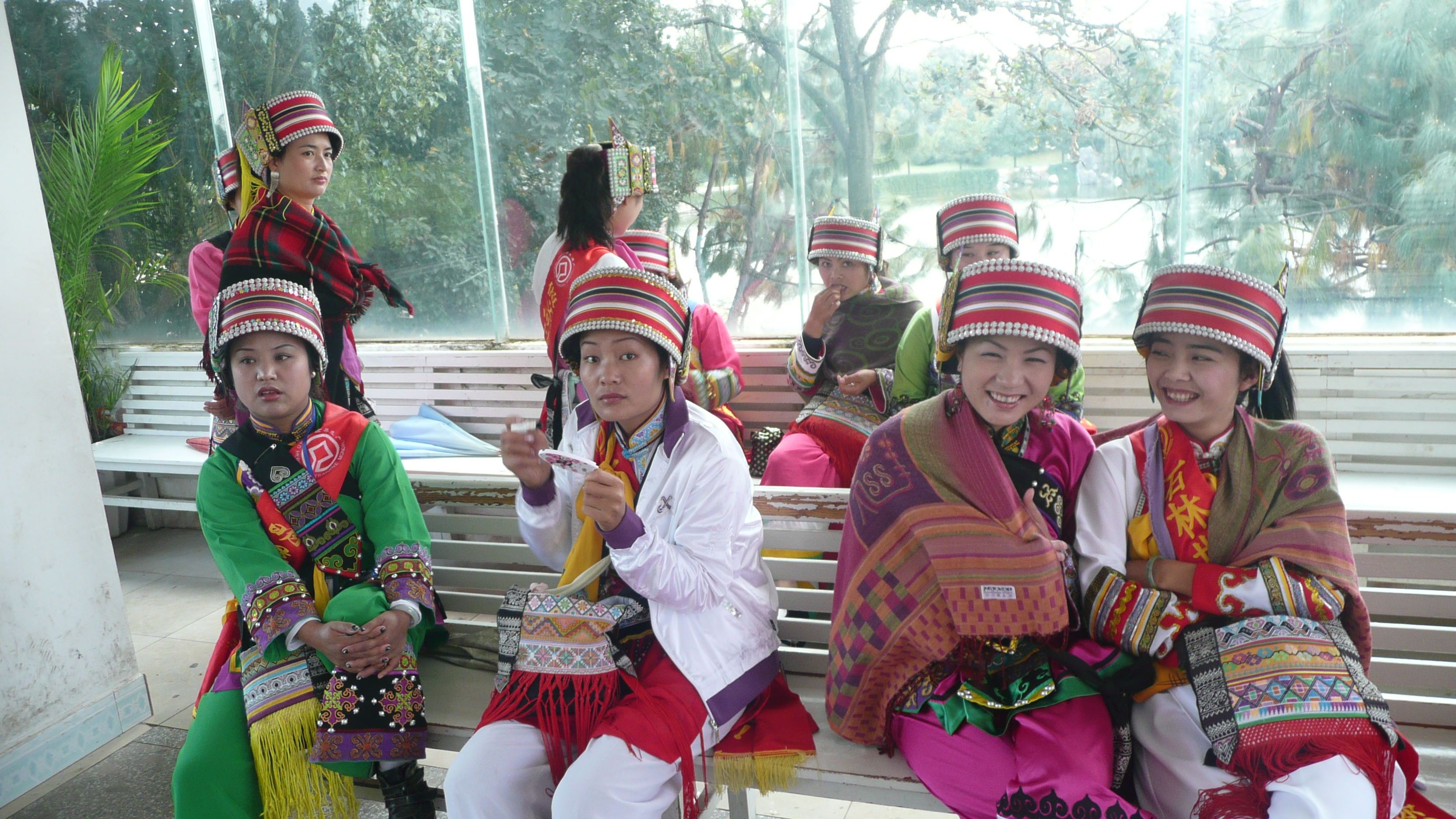
Grupa kobiet w tradycyjnych strojach mniejszości Yi.
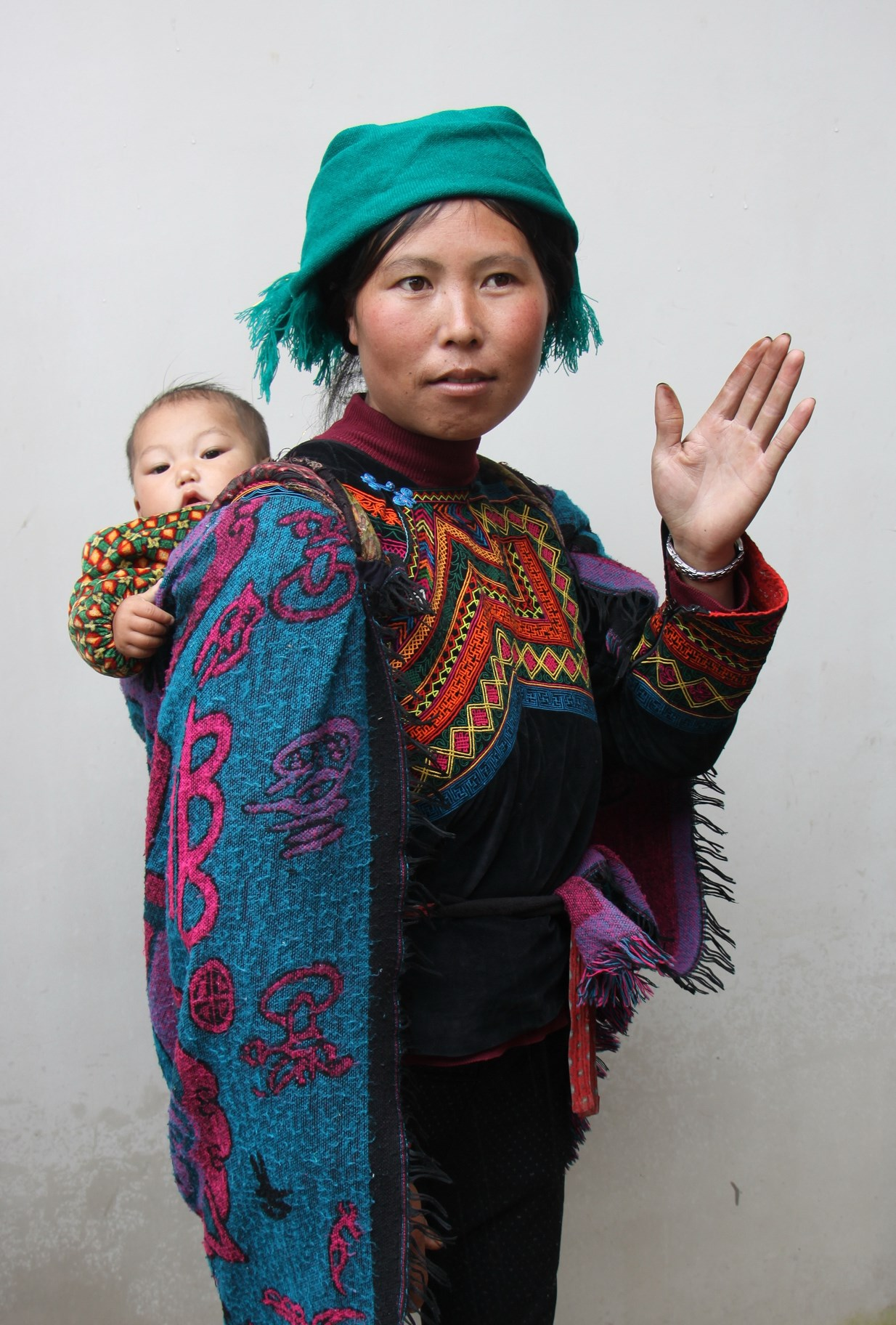
Kobieta z dzieckiem w tradycyjnym stroju.
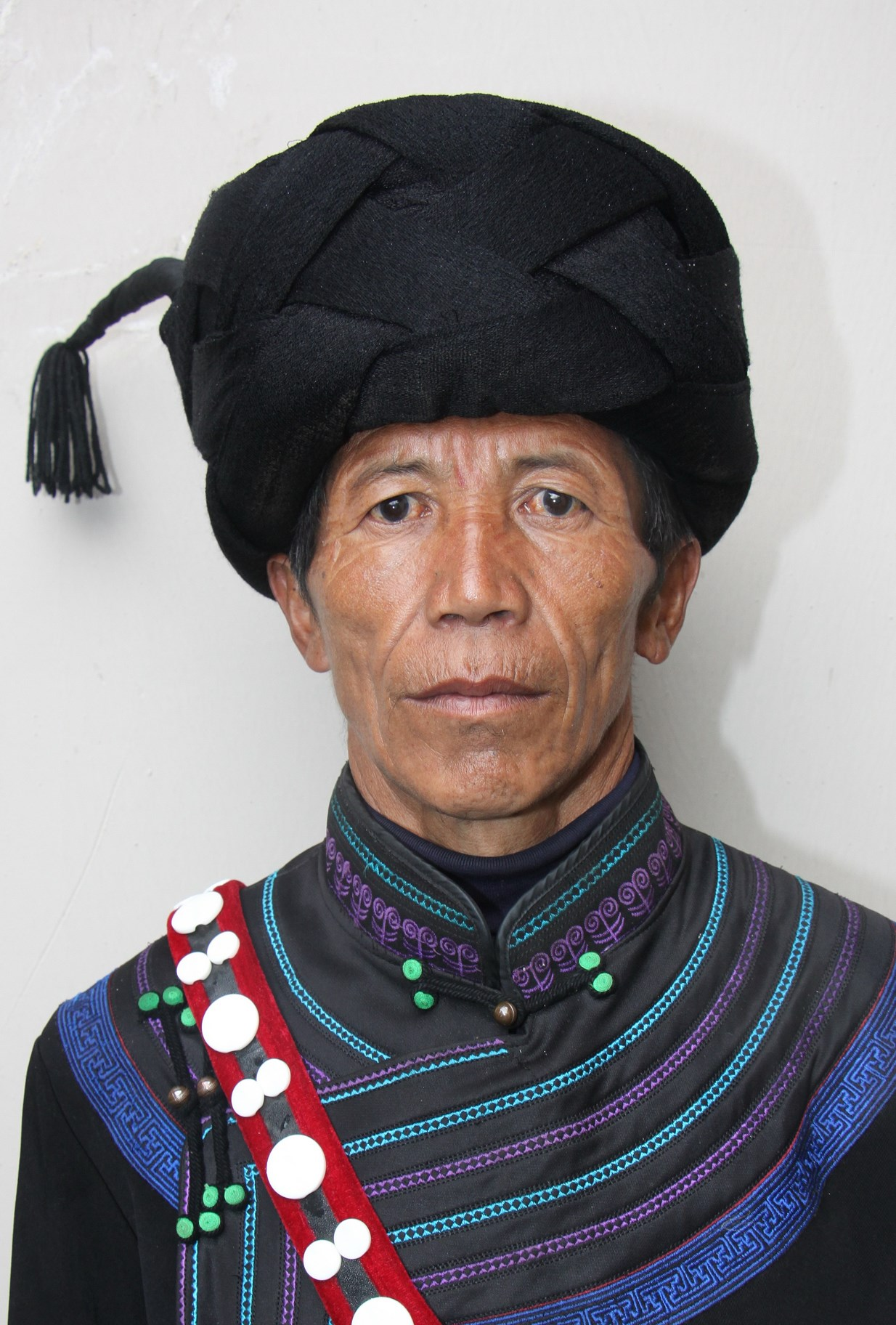
Tradycyjne nakrycie głowy.
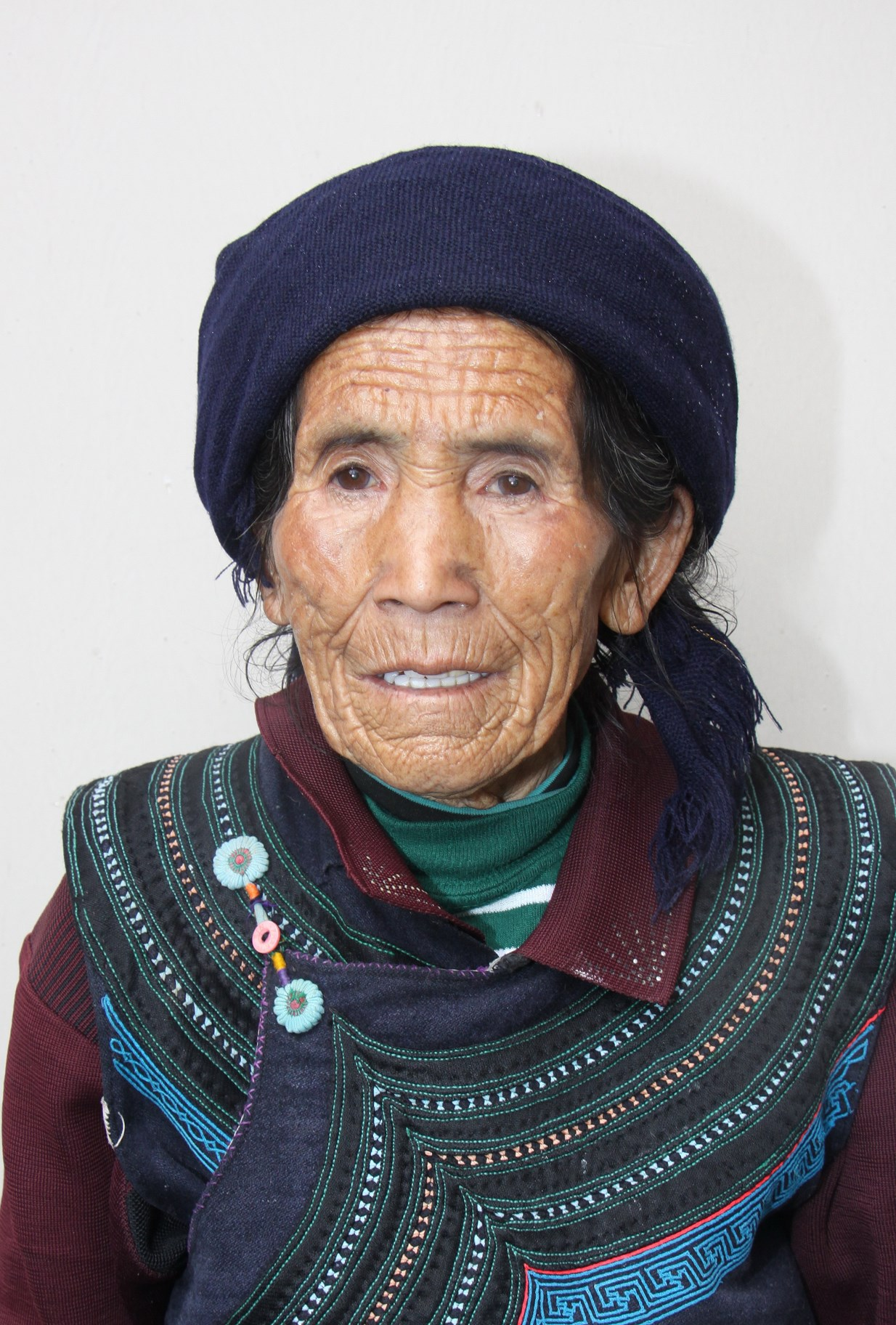
Kobieta w tradycyjnym stroju.
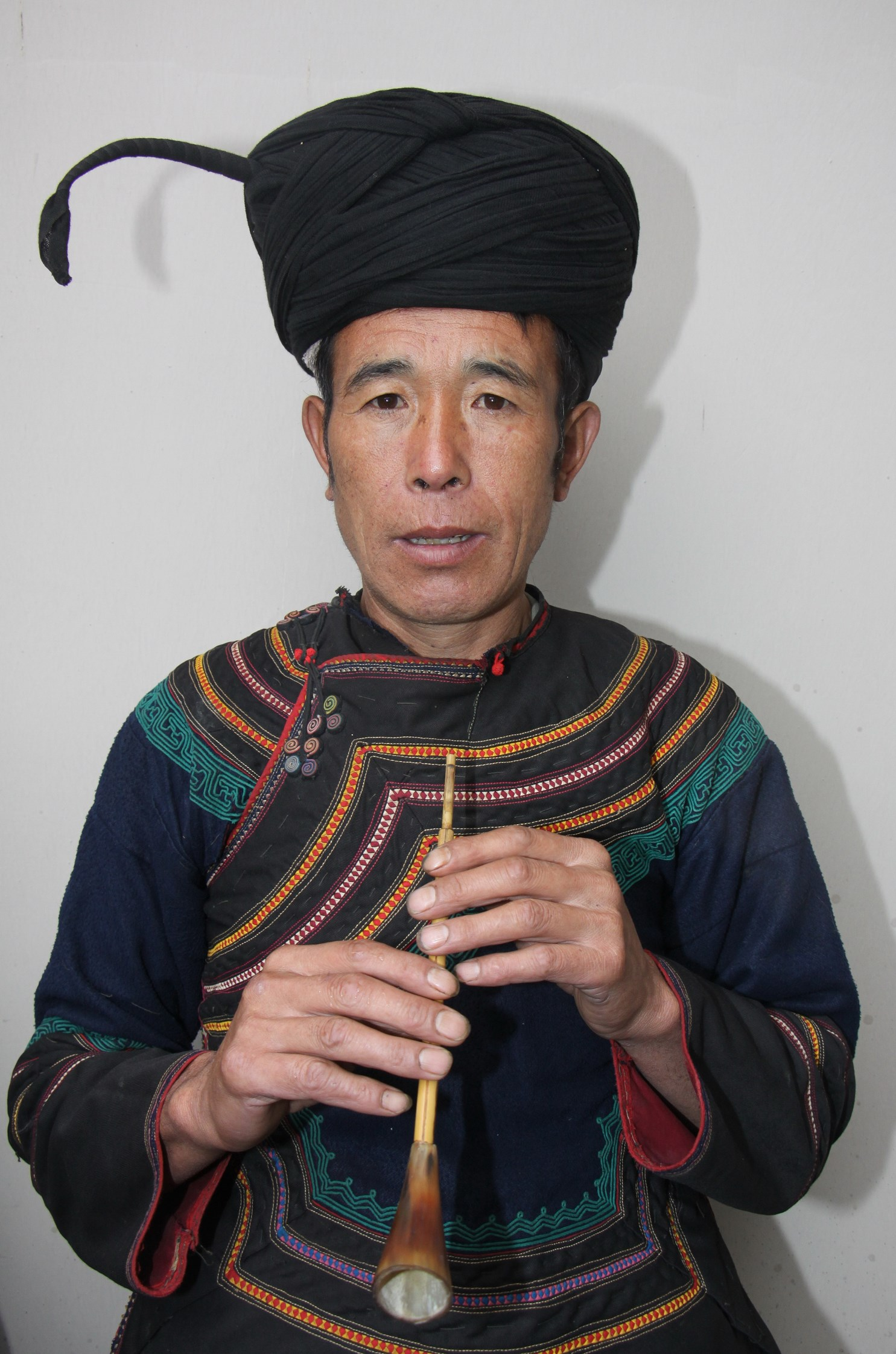
Mężczyzna w tradycyjnym stroju mniejszości Yi.
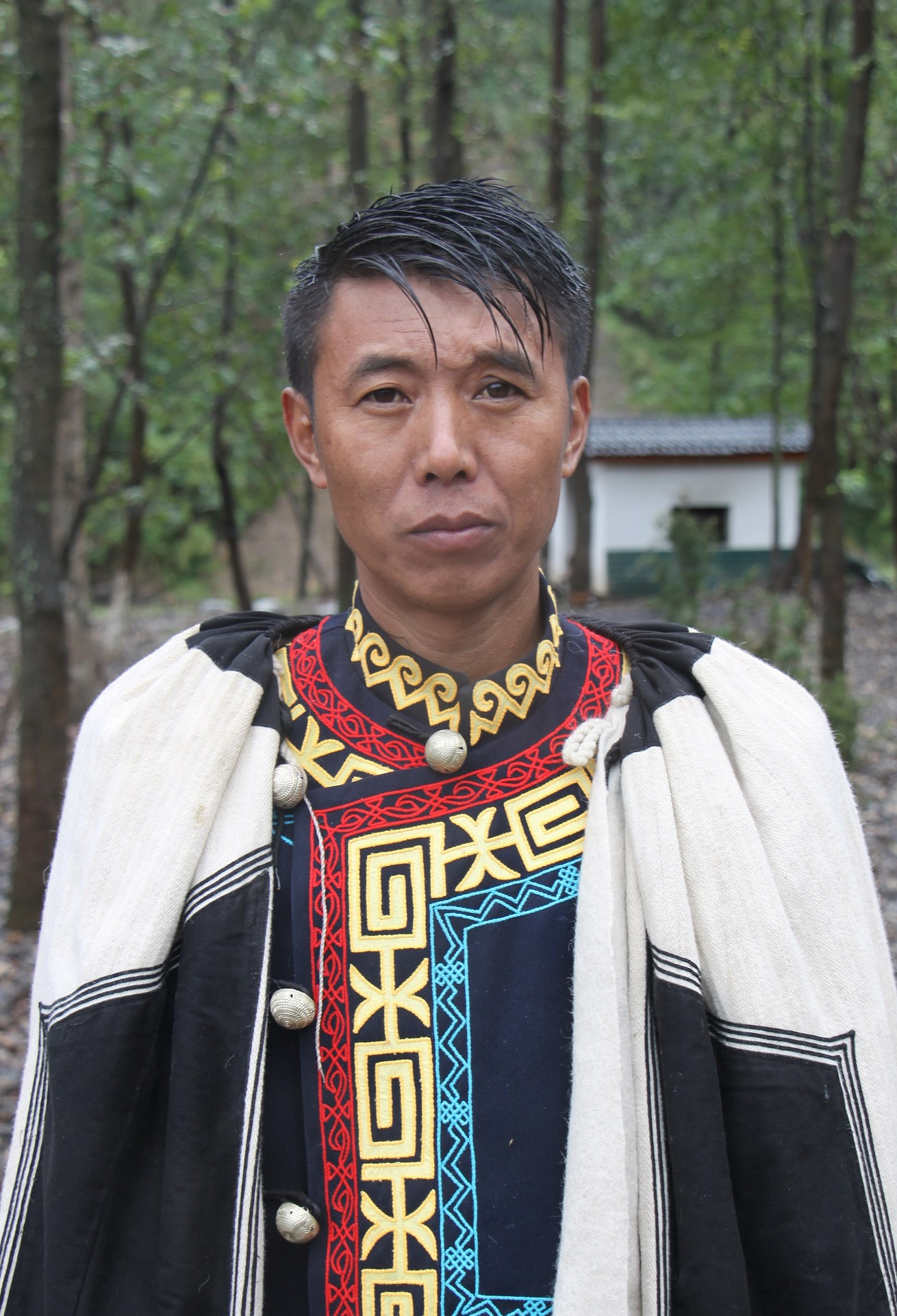
Mężczyzna w tradycyjnym stroju.